# Mai 1961

## Événements
- Les États-Unis intensifient leur intervention au Viêt Nam.

- 1er mai : 
  - Cuba devient une République démocratique socialiste.
  - Julius Nyerere (TANU), Premier ministre du Tanganyika.

- 2 mai : visite de la Reine Elisabeth en Italie.

- 3 mai : ouverture du Festival de Cannes 1961.

- 4 mai : organisation de « Freedoms rides » pour protester contre la discrimination dans les transports inter-État. Des bus mixtes sont affrétés en direction du Sud.

- 5 mai : Alan Shepard devient le premier américain dans l'espace. Sa mission de vol spatial a comporté le premier pilotage manuel du vaisseau spatial et aussi l'atterrissage avec le pilote toujours à l'intérieur, donc techniquement le premier vol spatial achevé par des définitions passées de la Fédération Aéronautique Internationale[1],[2].

- 8 - 12 mai : conférence de Monrovia (21 participants) réunie à l’initiative de sir Abubakar Tafawa Balewa, Premier ministre du Nigeria. Elle prône le renforcement des États-nations en affirmant l’égalité absolue entre eux, la non-ingérence dans les affaires intérieures de chacun, le respect de leur souveraineté et la nécessité de coopérer au sein d’organismes consultatifs. Elle préconise le maintien des relations avec les anciennes métropoles et propose l’introduction du français et de l’anglais aux côtés des langues nationales.

- 9 mai : entrée en service des B-52H Stratofortress, dernière version du bombardier de Boeing.

- 10 mai : accident du vol 406 Air France.

- 11 mai[3] : cessez-le-feu au Laos.

- 14 mai (Formule 1) : Grand Prix automobile de Monaco.

- 15 mai : encyclique Mater et Magistra du pape Jean XXIII sur les questions sociales. Renouvellement de l'enseignement social de l'Église.

- 15 - 25 mai : à la Conférence d’Addis-Abeba, les représentants des États participants se donnent pour objectif la scolarisation universelle à la fin des années 1970[4].

- 16 mai : coup d’État militaire en Corée du Sud. Le général Park Chung-hee au pouvoir (fin en 1979). Début de la dictature militaire (fin en 1988).

- 19 mai : Venera 1 devient le premier objet à survoler la planète Vénus.

- 20 mai : 
  - ouverture des pourparlers de paix à Évian entre le gouvernement et le Gouvernement provisoire de la République algérienne (GPRA).
  - Constitution de la Mauritanie[5].

- 22 mai (Formule 1) : Grand Prix automobile des Pays-Bas.

- 25 mai : le président Kennedy annonce dans le Special Message to the Congress on Urgent National Needs, un discours devant le Congrès, l'objectif d'atteindre la lune avant la fin de la décennie : le Programme Apollo est lancé.

- 25 - 30 mai[6] : congrès Constitutif de l’USPA (Union syndicale Panafricaine) à Casablanca.

- 28 mai : le quotidien à grand tirage londonien The Observer publie « L'appel pour l'amnistie 1961 ». Cette initiative conduira à la fondation du mouvement Amnesty International. Mort du président russe

- 29 mai : le général Salan prend la tête de l’Organisation armée secrète.

- 30 mai : assassinat de Trujillo en République dominicaine, ouvrant une période d’instabilité politique. Longtemps écarté du pouvoir, la bourgeoisie se rue sur les biens du dictateur déchu.

- 31 mai : l’Union d'Afrique du Sud cède la place à la République d'Afrique du Sud et quitte le Commonwealth plutôt que de renoncer au principe d’inégalité raciale.

- 31 mai au 2 juin : visite en France du président Kennedy.

## Naissances
- 1er mai : Clint Malarchuk, ancien gardien de but professionnel de hockey.
- 2 mai : Stephen Daldry, réalisateur, metteur en scène et producteur anglais.
- 6 mai : George Clooney, acteur américain.
- 9 mai : Édgar Alarcón, homme politique péruvien († 14 mai 2024).
- 12 mai : Philippe Graton, auteur et photographe français.
- 13 mai : Dennis Rodman, basketteur américain.
- 13 mai: José Pouliot, artiste penseur canadien français
- 14 mai : Tim Roth, acteur, producteur et réalisateur britannique.
- 15 mai : Anthony Rota, politicien fédéral canadien.
- 17 mai : 
  - Enya, chanteuse irlandaise.
  - Amadou Ba, homme politique sénégalais.
- 23 mai : Philippe Cochet, homme politique français.
- 27 mai : naissance du cheval de course Northern Dancer.
- 31 mai : Lea Thompson, actrice, productrice et réalisatrice américaine.

## Décès
- 3 mai : Maurice Merleau-Ponty, philosophe français (° 1908).
- 13 mai : Gary Cooper, acteur américain (° 1901).
- 14 mai : Albert Sévigny, homme politique fédéral provenant du Québec.
- 17 mai : Frans Van Cauwelaert, professeur de psychologie et homme politique belge (° 10 janvier 1880).
- 20 mai: Nannie Helen Burroughs (° 1879), éducatrice, militante des droits civiques, féministe et femme d'affaires afro-américaine.
- 21 mai : Alfredo Frassati, journaliste, éditeur et homme politique italien
- 22 mai : Joan Davis, actrice américaine (° 29 juin 1907).